# Randia petenensis
Randia petenensis là một loài thực vật có hoa trong họ Thiến thảo. Loài này được Lundell miêu tả khoa học đầu tiên năm 1969.